# Buni Zom
Buni Zom és una secció de la serralada de l'Hindu Raj, al nord del Pakistan. El cim més alt del grup també s'anomena Buni Zom i s'eleva fins als 6.542 msnm. Té una prominència de 2.845 metres. Es troba al districte de Chitral de la província pakistanesa de Khyber Pakhtunkhwa, uns 50 km al nord-est de la ciutat de Chitral, i uns 50 km a l'est del Tirich Mir (7.708 metres), el cim més alt de l'Hindu Kush.
La primera ascensió del cim principal l'aconseguiren el 1957 una expedició neozelandesa integrada per W.K.A. Berry i C.H. Tyndale-Biscoe, tot seguint l'aresta nord. La segona ascensió va tenir lloc l'any 1975 per part dels japonesos Masao Okabe, Hideo Sato i Shigeru Tabe. La tercera ascensió, com la segona per la cara sud, va ser el 1979 pels estatunidencs Joe Reinhard i Richard J. Isherwood.
El grup Buni Zom té molts altres cims, alguns dels quals no han estat escalats. Segons l'Himalayan Index hi ha 12 cims de més de 6.000 metres al grup Buni Zom que no han estat escalats.